# The Jerry Springer Show
A The Jerry Springer Show (vagy csak simán Jerry Springer) egy amerikai talkshow, ami 1991. szeptember 30-án került először műsorra. A műsor producere és műsorvezetője Jerry Springer. 27 évadon keresztül, közel ötezer epizódot láthattak a nézők a 2018. július 26-ai megszűnéséig.
Az első évadokban a műsor sikertelen eredményeket ért el a nézettség tekintetében, mivel főleg politikai tartalmakat helyezett előtérbe. Emiatt megváltoztatták a műsor struktúráját a kilencvenes évek közepére, amit végig tartottak is: többek között vitás témákkal foglalkoztak (például vérfertőzés, házasságtörés és egyéb szexuális tartalmak), ami szinte mindig káromkodásba, verekedésbe torkollott. A műsort a kritikusok főleg negatívan bírálták és 2002-ben a TV Guide minden idők legrosszabb tévéműsorának nyilvánította.
A műsort 1991. szeptember 30-án sugározták, először Chicagóból 2009-ig, amikor is átköltöztek a Connecticut állambeli Stamford városba és egészen 2018-ig onnan forgatták az adásokat. 2018. június 13-án a műsort birtokló NBC Universal leállította a forgatásokat 27 évad után. Az utolsó részt 2018. július 6-án vették fel és július 26-án sugározták. Ezután a The CW Television Network kezdte el az ismétléseket játszani. Ez a cég fenntartja az új műsorok készítésének jogát. A forgatások leállítását követően bejelentették, hogy Jerry Springer egy új bírósági műsor házigazdája lesz Judge Jerry címmel, amit 2019. szeptember 9-én vetítették legelőször és szintén az NBC Universal terjeszti.

## Gyártás

### Egy epizód felépítése
- Minden epizód egy figyelmeztetéssel kezdődik, melyben közlik, hogy a műsor tartalmazhat felnőtt témákat és erős nyelvezetet, valamint a szülőket figyelmeztetik, hogy gyermekek számára nem biztos, hogy megfelelő.
- A bevezetéseben Jerry megjelenik az álló közönségben, miközben őt hangos "Jerry! Jerry! Jerry! kántálással éljenzik (az utóbbi évadokban egy rúdról lecsúszva jelenik meg), majd kezet fog néhány nézővel.
- Köszönti a tévénézőket és bejelenti az adott epizód témáját ill. a szituációt.
- Bemutatja az első vendégét, meginterjúvolja.
- Springer bejelenti a második vendégét, akit szeretne az első vendég szembesíteni. Ez az esetek legnagyobb részében veszekedésbe fajul, amit a biztonsági személyzet állít meg. Miután a veszekedés abbamarad, meginterjúvolja a második vendégét a témáról ill. az adott szituációról. Néha előfordul, hogy egy 3. vagy 4. szereplő is közreműködik a szituációban.
- Minden szegmens végén Jerry megkérdezi a szereplőktől, hogy hogyan tovább. Általában szakítással végződnek ezen részek.
- A műsor végén az összes szereplőtől a nézők kérdezhetnek, véleményt mondhatnak, inzultálhatják őket szabadon. A legjobb hozzászólót kiválasztják arra, hogy bemondhatja: "hamarosan visszatérünk Jerry végső gondolataival!"
- A végső gondolatokban először Jerry megköszöni a vendégeknek a szereplést, majd elmondja a konklúziót, komoly hangvételben. A legvégén mindig "a következő alkalomig vigyázzatok magatokra és másokra is" mondatával fejezi be a műsort.

### Stúdió
Az NBC szerint három fő változtatás volt a stúdiót tekintve. A kezdeti fehér falakat felváltotta 1994 őszén egy sokkal hívogatóbb téglafalas stúdió, különböző festményekkel és könyves szekrénnyel. A színfalakat úgy tervezték, hogy a kivetítsék a közönség felé, teret engedve egy kifutónak, amit olyan epizódokban használtak, mint az 1997-es "Stripper Wars!". 2000 végén ismét átalakították a stúdiót, ezúttal inkább "iparibb" kinézetet kapott nagyobb stúdióval, nagyobb színpaddal, egy erkéllyel a színpad felett, ami egy rúdban ért véget.

## Cenzúra
Az epizódokat országszerte vetítették különböző országokban, tekintet nélkül a napszakra. Minden epizódot cenzúráztak, hogy megfeleljen a helyi törvényeknek.
A legtöbb káromkodást kisípolták, később az explicit tartalmakat is kisípolták hosszabban is, így több esetben a szereplő beszéde érthetetlenné vált; a szájhomályosítást is bevetették, hogy nehogy leolvassa a néző szájról. Továbbá a meztelenséget, mell-, fenék- és nemiszerv-villantást ill. a középső ujjal mutogatást is elhomályosították. Természetesen a közönség nem kiabálhatott be olyat, ami fenntartja vagy szítja az erőszakot a szereplők között. A székek szándékosan voltak nagyok, hogy nehogy fegyverként lehessen használni őket. A nők felé irányuló erőszakot nem tolerálták semmilyen módon.
Egy 1998-es cikk szerint a műsorban átlagosan 85 – 130 közötti sípolást számoltak össze.

## Spinoffok

### Too Hot for TV
A '90-es évek végén a show-műsor kiadott a címben jelzett videókazettákat és DVD-ket, amik főleg kivágott jelenetekből álltak cenzúrázatlanul, amik nem fértek meg a szabályozás standardjének. Nagy sikert arattak ezek a kiadványok.

### The Springer Show
1999-ben az ITV 12 epizódot forgatott abban a stúdióban, ami eredeti műsor színhelye.

## Fordítás
- Ez a szócikk részben vagy egészben  a   The Jerry Springer Show című angol Wikipédia-szócikk ezen változatának fordításán alapul.  Az eredeti cikk szerkesztőit annak laptörténete sorolja fel. Ez a jelzés csupán a megfogalmazás eredetét és a szerzői jogokat jelzi, nem szolgál a cikkben szereplő információk forrásmegjelöléseként.